# نارانجيتو

صورة التميمة

نارانجيتو هو تميمة كأس العالم لكرة القدم 1982 الذي عقد في إسبانيا.
هو عبارة عن برتقال وهي ثمرة نموذجية في إسبانيا ويرتدي طقم منتخب إسبانيا اسمها من نارانجا الصالحة للأكل وهي برتقال إسباني.

## مقالات ذات صلة
- تمائم كأس العالم لكرة القدم
- كأس العالم لكرة القدم 1982